# 阿部一男
阿部一男（日语：／ Abe Kazuo，1935年4月7日—），日本男子自由式摔跤运动员。他曾代表日本参加1960年夏季奥林匹克运动会摔跤比赛。他也曾在亚洲运动会上获得一枚金牌和一枚银牌。